# Eduard Plietzsch
Eduard Plietzsch (geboren 9. Juli 1886 in Altenburg; gestorben 6. Dezember 1961 in Köln) war ein deutscher Kunsthistoriker und Kunsthändler.

## Leben
Eduard Plietzsch studierte Kunstgeschichte in Wien, Berlin und Heidelberg und wurde 1910 an der Universität Heidelberg promoviert. Ab 1910 war er Direktorialassistent und Schüler Wilhelm von Bodes und Max J. Friedländers an der Berliner Gemäldesammlung. Er unterstützte Cornelis Hofstede de Groot bei dessen Bestandsaufnahme niederländischer Gemälde, wurde Experte für niederländische Barockkünstler und erhielt in Band 5 von dessen Nachschlagewerk Beschreibendes und kritisches Verzeichnis der Werke der hervorragendsten holländischen Maler des 17. Jahrhunderts einen Eintrag für seine Arbeit über Gerard ter Borch. Nach dem Tod von Hofstede de Groot plante er, seine Ergebnisse in einem Buch zusammenzufassen, dies wurde jedoch durch den Zweiten Weltkrieg unterbrochen. Er veröffentlichte es schließlich 1944.
Plietzsch war Direktor und neben Kurt Benedict Mitinhaber der Galerie van Diemen & Co., die Büros in Berlin, Amsterdam, Den Haag und New York besaß. Das Berliner Büro organisierte 1922 die erste Ausstellung russischer Kunst. Es wurde 1935 geschlossen wurde.
Während des Zweiten Weltkriegs beteiligte sich Plietzsch als Kunstexperte für Kajetan Mühlmann beim nationalsozialistischen Kunstraub aus den von Deutschland besetzten Staaten.
Plietzsch übergab das Archiv von Van Diemen 1952 an das Niederländische Institut für Kunstgeschichte (RKD).

## Veröffentlichungen (Auswahl)
- Die Frankenthaler Künstlerkolonie und Gillis van Coninxloo. E. A. Seemann, Leipzig 1910 (Dissertation; Digitalisat).
- Die Frankenthaler Maler. Ein Beitrag zur Entwickelungsgeschichte der niederländischen Landschaftsmalerei (= Beiträge zur Kunstgeschichte. Neue Folge 36). E. A. Seemann, Leipzig 1910.
- Vermeer van Delft. Hiersemann, Leipzig 1911.
- Gerard Ter Bosch. Schroll, Wien 1944 (Digitalisat).
- ... heiter ist die Kunst. Erlebnisse mit Künstlern und Kennern. Gütersloh: C. Bertelsmann, Gütersloh 1955 (autobiographisch).